# Mimudea defectalis
Mimudea defectalis là một loài bướm đêm trong họ Crambidae.